# Mnoho Apua pro nic
Mnoho Apua pro nic (v anglickém originále Much Apu About Nothing) je 23. díl 7. řady (celkem 151.) amerického animovaného seriálu Simpsonovi. Scénář napsal David X. Cohen a díl režírovala Susie Dietterová. V USA měl premiéru dne 5. května 1996 na stanici Fox Broadcasting Company a v Česku byl poprvé vysílán 10. února 1998 na stanici ČT2.

## Děj
Ulicemi Springfieldu se potuluje hnědý medvěd, který děsí obyvatele města, a tak ho policie uspí uspávací šipkou. Homer vede průvod rozzlobených občanů na radnici, kde požadují, aby starosta Quimby udělal něco na jejich ochranu před medvědy. Poté, co Quimby nasadí medvědí hlídku, která využívá špičková vozidla, včetně letadla B-2 Spirit, se Homer rozzlobí, když se dozví, že jeho daně se kvůli jejímu udržování zvýšily o 5 dolarů. Další dav rozzlobených občanů pochoduje ke starostově kanceláři a požaduje nižší daně. Aby je Quimby uklidnil, obviní z vyšších daní nelegální přistěhovalce. Vytvoří návrh 24, který donutí všechny nelegální přistěhovalce ve Springfieldu k deportaci. 
Obyvatelé Springfieldu začnou obtěžovat místní přistěhovalce. V obchodě Kwik-E-Mart se Apu svěří Homerovi, že je ve skutečnosti nelegální přistěhovalec. Apu se obává, že pokud návrh 24 projde, bude muset opustit Spojené státy, protože jeho vízum vypršelo před mnoha lety. Apu navštíví Tlustého Tonyho, aby získal falešné občanství. Cítí se provinile, že se dopustil podvodu a vzdal se svého indického původu, a falešný pas zničí. 
Když Homer vidí, jak je Apu z vyhlídky na deportaci rozrušený, slíbí, že mu on a jeho rodina pomohou. Líza zjistí, že Apu nebude muset odejít, pokud složí zkoušku z občanství. Homer souhlasí, že bude Apua doučovat, ale není schopen ho naučit přesná historická fakta potřebná ke složení zkoušky. Po Lízině zásahu Apu testem projde a stane se občanem USA. Na blahopřejném večírku Homer hostům řekne, že deportace přistěhovalců je hrozná, protože pomáhají zemi vzkvétat. Inspiruje je, aby hlasovali proti návrhu 24, ale ten přesto projde s 95 % hlasů. Když je návrh 24 přijat, je školník Willie jediným deportovaným obyvatelem.

## Produkce
Díl napsal David X. Cohen a režírovala jej Susie Dietterová. V epizodě hostuje Joe Mantegna v roli Tlustého Tonyho. Inspirací pro vznik dílu byly zprávy o medvědech, kteří se potulovali po ulicích Jižní Kalifornie v době, kdy byla epizoda vytvářena. Cohen řekl, že když medvěd plave v něčím bazénu nebo vleze někomu do popelnice, stane se to v Kalifornii populární zprávou. Tehdejší showrunner seriálu Bill Oakley se vyjádřil, že zprávy často vyvolávají hysterii proti medvědům, a to je jedna z inspirací pro tuto epizodu.
Další inspirací pro díl byl kalifornský návrh 187, který navrhoval zrušení zaměstnaneckých práv a výhod pro nelegální přistěhovalce. Návrh se Cohen rozhodl pojmenovat „Návrh 24“, protože 24 bylo číslo, které měl na dresu baseballové Little League. Cohen to komentoval slovy: „Hlavním tématem tohoto dílu je nelegální přistěhovalectví a protiimigrační nálady, což je zde v Kalifornii velký problém. Takže jak úvod s medvědem, tak hlavní téma jsou vytrženy z kalifornských titulků.“.
Apu studující informatiku vychází z Cohenova vlastního akademického prostředí, kde se na katedře setkal s indiány a spřátelil se s nimi. Stejně tak scéna, kdy Apu zevrubně vysvětluje, co bylo příčinou americké občanské války, jen proto, aby zkoušející odpověděl slovy „stačí říct otroctví“, je něco, co se skutečně stalo Cohenově kamarádce, když dělala zkoušku z občanství.
Konečný scénář epizody byl „velmi blízký“ Cohenově prvnímu návrhu. „Díval jsem se na staré návrhy a tato epizoda se pravděpodobně změnila tak málo jako žádný scénář, který jsem napsal od původního vzniku do konečné odvysílané verze,“ řekl Cohen. Oakley poznamenal, že scénáře některých scenáristů se mnohokrát přepisují, ale Cohenovy „se obvykle tolik nepřepisují, protože jsou tak dobré“. Oakley dodal, že Cohen má velmi osobitý komediální styl, takže v epizodě jsou určité vtipy, které „prostě opravdu zní jako Cohen“.
Něco, co chtěli Oakley a jeho partner Josh Weinstein udělat, když byli showrunnery Simpsonových, bylo prozkoumat vedlejší postavy, jako je Apu, „trochu hlouběji“. Apuův původ je odhalen v této epizodě a Oakley je hrdý na to, že to byl právě on, kdo to navrhl. Další postavou, která byla v období jejich působení v roli tvůrců seriálu prozkoumána hlouběji, byl Ned Flanders v dílu Hurikán Ned.

## Kulturní odkazy
Název epizody vychází ze hry Williama Shakespeara Mnoho povyku pro nic. Původní anglický název epizody měl být The Anti-Immigrant Song, což je odkaz na píseň „Immigrant Song“ od Led Zeppelin. Na ceduli, kterou drží protestující před Kwik-E-Martem, je napsáno: „Jediný dobrý cizinec je Rod Stewart!“, což je odkaz na britského zpěváka. V davu, který si stěžuje starostovi Quimbymu, je na chvíli vidět Brad Bird, americký režisér, který pracoval jako výkonný konzultant a režisér Simpsonových.

## Přijetí
V původním vysílání skončil díl v týdnu od 29. dubna do 5. května 1996 na 49. místě v žebříčku sledovanosti s ratingem 8,2 podle agentury Nielsen. V tomto týdnu byl seriál čtvrtým nejlépe hodnoceným pořadem na stanici Fox po seriálech Akta X, Beverly Hills 90210 a Melrose Place.
Po odvysílání epizoda získala od televizních kritiků převážně pozitivní hodnocení. 
Colin Jacobson z DVD Movie Guide se o dílu vyjádřil pozitivně a řekl, že „pokud se nějaký seriál vydal neobvyklejší cestou k příběhu o xenofobii, tak jsem ho ještě neviděl“. Pochválil scény s medvědy, které podle něj byly „nejzábavnější“ částí dílu. Recenze pokračovala: „Dobré jsou i části s přistěhovalci, zejména proto, že obratně vyjadřují svou pointu. Když k tomu přidáme vtipný zvuk ‚amerického Apua‘, jedná se o silný díl.“.
Jennifer Malkowski z DVD Verdictu považovala za nejlepší část epizody tu, kdy se Homer snaží naučit Apua americké dějiny, přičemž si všimla Homerova „relevantního a komplexního“ schématu čepice. Malkowski svou recenzi uzavřela hodnocením B+.
Autoři knihy I Can't Believe It's a Bigger and Better Updated Unofficial Simpsons Guide, Warren Martyn a Adrian Wood, napsali: „Jedna z nejvypjatějších a rozhodně nejnaštvanějších epizod uspěla jako divoká satira na obětní beránky přistěhovalců. Homer ještě nikdy nebyl tak děsivě hloupý, i když se mu podaří pronést strhující liberální řeč.“.
V roce 2000 označil tvůrce Simpsonových Matt Groening tento díl za svou třetí nejoblíbenější epizodu seriálu.
Epizoda získala negativní recenzi od Davea Fostera z DVD Times. Díl považoval za jednu z „nejúnavnějších“ epizod řady, „hlavně proto, že Apu není dostatečně silná postava, aby se na ni dala soustředit celá epizoda bez ohledu na to, jak moc ji scenárista David Cohen rozvíjí“. Foster poznamenal, že díl se zabývá politickým problémem, který je „obtížné rozvést ve dvaceti minutách, a proto je dosažen a zašit poněkud chaoticky“.
Epizoda se stala studijním materiálem pro kurzy sociologie na Kalifornské univerzitě v Berkeley, kde se používá ke „zkoumání otázek produkce a recepce kulturních objektů, v tomto případě satirického kresleného seriálu“, a k zjištění, co se „snaží divákům sdělit o aspektech především americké společnosti a v menší míře i o jiných společnostech“.
V epizodě po vytvoření Medvědí hlídky klesne počet pozorování medvědů na nulu, takže Homer dojde k závěru, že Medvědí hlídka musí fungovat. Líza se snaží Homerovi demonstrovat logickou chybu na příkladu kamene odpuzujícího tygry, ale on tomu nerozumí. Scott Anthony z Harvard Business Review tuto scénu popisuje jako „klasický příklad“ neformálního omylu, kdy se předpokládá, že korelace implikuje příčinu. Mike Moffatt ji také označil za „nejlepší diskuzi o chybném uvažování všech dob“.